# Pelophryne
A Pelophryne a kétéltűek (Amphibia) osztályába, a békák (Anura) rendjébe és a varangyfélék (Bufonidae) családjába tartozó nem.

## Előfordulása
A nem fajai a Fülöp-szigeteken, az Indokínai-félszigeten, Borneón, Szingapúrban és Kínában honosak.

## Rendszerezés
A nembe az alábbi fajok tartoznak:
- Pelophryne albotaeniata Barbour, 1938
- Pelophryne api Dring, 1983
- Pelophryne brevipes (Peters, 1867)
- Pelophryne guentheri (Boulenger, 1882)
- Pelophryne ingeri Matsui, 2019
- Pelophryne lighti (Taylor, 1920)
- Pelophryne linanitensis Das, 2008
- Pelophryne misera (Mocquard, 1890)
- Pelophryne murudensis Das, 2008
- Pelophryne penrissenensis Matsui, Nishikawa, Eto & Hossman, 2017
- Pelophryne rhopophilia Inger & Stuebing, 1996
- Pelophryne saravacensis Inger & Stuebing, 2009
- Pelophryne signata (Boulenger, 1895)